# Alur Nunang
Alur Nunang is een bestuurslaag in het regentschap Aceh Tamiang van de provincie Atjeh, Indonesië. Alur Nunang telt 1267 inwoners (volkstelling 2010).